# Prima battaglia dell'Artois
La prima battaglia dell'Artois fu combattuta dal 17 dicembre 1914 al 4 gennaio 1915, nell'ambito dei più vasti eventi del fronte occidentale della prima guerra mondiale: truppe francesi sferrarono un'offensiva contro le linee tenute dai tedeschi nella regione dell'Artois, ma l'azione fu bloccata e la situazione rimase in uno stato di stallo.

## Antefatti
I primi scontri tra tedeschi e francesi nella regione dell'Artois si ebbero nel corso dei primi mesi di guerra, durante gli eventi della cosiddetta "Corsa al mare".
Mentre la prima battaglia dell'Aisne infuriava (fu considerata conclusa il 28 settembre) senza provocare alcun sostanziale cambiamento della linea del fronte, sia il generale Joseph Joffre sia il generale Erich von Falkenhayn incominciarono a cercare delle truppe da usare per aggirare il fianco nord delle linee avversarie, tra l'Aisne e la costa. Joffre scelse la Seconda Armata, al comando del generale Édouard de Castelnau, che inviò a sud della città di Amiens. Von Falkenhayn optò per la Sesta Armata Tedesca del principe Rupprecht di Baviera, che spedì a San Quintino.
Le due armate si scontrarono per la prima volta in Piccardia (22-26 settembre) e attorno alla città di Albert (25-29 settembre), senza alcun successo. La ricerca di un fianco aperto si spostò dunque più a nord, verso Arras. Vennero distaccati dalla Seconda Armata Francese due corpi di fanteria e uno di cavalleria, sotto il comando del generale Maud'huy, e inviati a nord. Giunti ad Arras scoprirono che il fianco tedesco era relativamente aperto, essendo controllato solo da distaccamenti di cavalleria. Di conseguenza incominciarono ad avanzare in direzione nord est, superando il fiume Scarpe, in direzione di Vimy. Si era però formato un considerevole vuoto tra i tre distaccamenti e la Seconda divisione, seppur coperto da una forza delle truppe territoriali francesi.
Il 28 settembre Von Falkenhayn ordinò al principe Rupprecht di attaccare Arras. Questi a sua volta decise di tentare di aggirare le posizioni francesi ad Arras: il 3 ottobre inviò il suo corpo di riserva a nord della città e il IV Corpo di cavalleria ancora più a nord verso Lilla. Inoltre pressò le linee delle truppe territoriali a sud della città. L'attacco tedesco provocò una crisi tra le file francesi. Alla fine del 4 ottobre Maud'huy rischiava seriamente di essere tagliato fuori. Aveva perso i contatti con la cavalleria a nord e si era aperto un varco nel fianco sud. Informò il generale Joffre che si sarebbe dovuto ritirare e chiese verso quale direzione si sarebbe dovuto dirigere. Joffre era preoccupato per questa eventualità poiché, se fosse accaduto, Castelnau si sarebbe dovuto ritirare a sud della Somme, abbandonando l'importante area industriale del nord della Francia.
Joffre rispose riorganizzando le armate del nord; il distaccamento di Maud'huy fu integrato nella nuova Decima Armata Francese. La Seconda e la Decima armata e altre truppe nell'area furono accorpate, sotto il comando del generale Ferdinand Foch, in qualità di vice di Joffre. A Castelnau fu invece ordinato di mantenere la posizione. Foch ridiede energia ai difensori attorno ad Arras, soprattutto grazie a una due giorni di visite lampo presso inglesi, belgi, Maud'huy e Castelnau, cosicché la crisi cessò entro la fine del 6 ottobre. Von Falkenhayn focalizzò la sua attenzione più a nord, verso le Fiandre e l'unico possibile fianco aperto. Lì avrebbe incontrato dapprima i belgi sull'Yser e poi gli inglesi a Ypres.

## La battaglia
La conclusione della battaglia di Ypres con un ennesimo stallo spinse i tedeschi ad attestarsi sulla difensiva: dal Mare del Nord al confine con la Svizzera i due contendenti si sistemarono dietro una solida linea di trincee e postazioni fortificate progressivamente rese sempre più sofisticate; padroni di gran parte del Belgio e delle zone più importanti del nord-est della Francia, i tedeschi passarono a un atteggiamento strettamente difensivo sul fronte occidentale mentre conducevano in parallelo nuove offensive contro i russi sul fronte orientale.
Benché il suo esercito avesse patito pesanti perdite nei combattimenti dei primi mesi di guerra, Joffre decise di continuare a mantenere un contegno offensivo, anche per alleggerire la pressione sugli alleati russi impegnati a est; inoltre, il territorio occupato dai tedeschi ospitava molte importanti zone industriali industriali francesi che era imperativo riconquistare. Joffre divise il fronte in settori "passivi" e "attivi", designando questi ultimi come sedi di una serie di offensive da condursi in simultanea nei mesi invernali a cavallo tra il 1914 e il 1915: era previsto che per il 14 dicembre 1914 la Decima Armata francese del generale Maud'huy avrebbe attaccato nel settore dell'Artois mentre la Quarta Armata francese del generale Fernand de Langle de Cary avrebbe fatto lo stesso nella Champagne; altri reparti francesi, unitamente ai britannici e ai belgi, dovevano condurre azioni diversive in altri settori del fronte per distrarre l'attenzione dei tedeschi.
Ritardi dovuti al cattivo tempo e a problemi logistici fecero saltare l'offensiva nella Champagne e gran parte degli attacchi diversivi, ma ciò nonostante il 17 dicembre Maud'huy mosse le sue forze all'attacco delle postazioni della Sesta armata tedesca del principe Rupprecht: l'azione francese si sviluppò in particolare nei dintorni di Arras e soprattutto contro il crinale di Vimy, che nonostante la sua non elevata altitudine consentiva ai difensori tedeschi di dominare le postazioni francesi. Il XXXIII Corpo d'armata francese del generale Philippe Pétain riuscì a catturare parte della prima linea tedesca, ma le pessime condizioni meteo e uno scarso supporto d'artiglieria impedirono ai francesi di ottenere uno sfondamento decisivo; per il 25 dicembre piogge e nebbia fitta avevano ormai portato al blocco di gran parte dell'offensiva francese, mentre Maud'huy doveva distaccare parte delle sue forze per assediare la posizione fortificata tedesca di Carency. Per il 4 gennaio 1915 l'azione francese si era ormai arenata dopo aver conseguito scarsi guadagni territoriali e Maud'huy pose fine alla battaglia; l'offensiva nella Champagne della Quarta Armata francese, iniziata il 20 dicembre 1914, andò anch'essa incontro a un completo fallimento.